# Winterhorn
Das Winterhorn (italienisch Pizzo d’Orsino) ist ein Berg im Gotthardmassiv in der Zentralschweiz.

## Beschreibung
Der Berg ist 2661 m ü. M. hoch und liegt 4 km südwestlich von Hospental auf der Südseite des Urserentals. Auf seinem Gipfel stossen die Gebiete der Gemeinden Hospental, Realp (Kanton Uri) und Airolo (Kanton Tessin) zusammen.
Im Jahr 1960 wurde der Skilift Winterhorn beim Dorf Hospental in Betrieb genommen. 1981 wurde der Bügellift durch eine Sesselbahn ersetzt und oben durch einen neuen Bügellift erweitert. 2009 wurde der Betrieb eingestellt. Das Skigebiet gilt heute als Lost Ski Area Project (LSAP).